# Izosztázia
Az izosztázia a litoszféra és az asztenoszféra közötti gravitációs egyensúlyi állapot.

## Felfedezése
Az izosztázia felfedezése a gravitáció földfelszíni eloszlásának rendellenes, ellentmondásos vonásainak felismerésén nyugszik. Az izosztázia elvének kidolgozása India trigonometrikus felmérésével összefüggésben született meg. Ezt a felmérést az 1840-es években George Everest vezette. Megfigyelte, hogy Észak-India két városa közti távolság szárazföldi méréssel és csillagászati mérésekkel 600 km-en belül 177 m-rel különbözik. A csillagászati megfigyeléseknél a mérőón nem a Föld középpontja felé mutatott, hanem kitért a Himalája irányába. Néhány évvel később J. H. Pratt felbecsülte a hegység tömegét, és arra a következtetésre jutott, hogy ha a teljes vonzóerő érvényesül, akkor az eltérés háromszorosát eredményezte volna.

## Jelentősége
Az egyik legfontosabb geológiai elmélet, amellyel a kéreg vertikális irányú mozgásai kielégítően értelmezhetők.
Az izosztázia szoros kapcsolatban van a mezotektonikai deformációs folyamatokkal. A kéreg regionális süllyedéseit és emelkedéseit (epirogenézis) az izosztázia szabályozza.

## Modelljei
- Airy-Heiskanen modell: a domborzati kiemelkedéseket a földkéreg vastagságának változása ellensúlyozza
- Pratt-Hayford modell: a domborzati változásokat a kőzetrétegek laterális sűrűségváltozása ellensúlyozza
- Vening-Meinesz modell: a földkéreg rugalmas lemezként viselkedik és belső merevségét magas domborzati formákkal ellensúlyozza.

## Típusai
- Glaciális izosztázia: A jégtakaró súlya alatt besüllyed az adott kőzetrész (pl. Skandinávia), majd a jégtakaró elolvadtával a hegység kiemelkedik, beáll az egyensúly.
- Denudációs-akkumulációs izosztázia (lepusztulás-felhalmozódás): A hegységképződés folyamán kiemelkedik egy terület, melynek azonnal megkezdődik a lepusztulása.
- Akkumulációs izosztázia: Árkos süllyedések esetén a környezetből származó üledék elkezdi a süllyedékeket feltölteni, így egyensúly alakul ki.[1]